# Rue de Verdun (Nantes)
Pour les articles homonymes, voir Rue de Verdun et Verdun (homonymie).
La rue de Verdun est une voie de Nantes, en France.

## Situation et accès
Située dans le centre-ville de Nantes, la rue de Verdun est pavée et bitumée, en partie ouverte à la circulation automobile. Presque rectiligne, elle relie la place du Pilori à la place Saint-Pierre. Longue de 210 mètres, elle croise la rue de Strasbourg à la moitié de son parcours.

## Origine du nom
Le nom de la voie fait référence à la ville de Verdun et de la bataille meurtrière qui s'y déroule en 1916, durant la Première Guerre mondiale.

## Historique
La rue serait très ancienne car, selon Camille Mellinet, il s'agirait d'une ancienne voie romaine.
Il existait également un petit cours d'eau, le « ruisseau des Carmes », qui descendait l'artère depuis les hauteurs de Saint-Pierre pour se jeter dans l'Erdre, au niveau du couvent des Carmes.
Les immeubles qui la bordaient naguère étaient en si mauvais état que des descentes de police étaient régulièrement nécessaires pour procéder à l'évacuation de leurs habitants, craignant l'effondrement des édifices.
En 1867, l'artère est scindée en deux par le percement de la rue de Strasbourg.
Si cette dénomination apparaît les plans avant 1914, c'est celle attribuée depuis à l'actuelle rue du Moulin qui faisait alors clairement référence à une « Dune verte ». Édouard Pied indique que le nom de cette artère, avant cette date, était « Haute-Grande-Rue » et, qu'avant 1494, elle constituait, avec l'actuelle rue de la Marne (anciennement « Basse-Grande-Rue »), une voie dénommée « rue de la Chaussée ».
La partie entre le carrefour formé par les rues Saint-Denis et des Carmélites avec la place Saint-Pierre est une création de 1867. Cette partie s'est appelée « rue de l'Évêché prolongée », puis « rue Saint-Pierre ». Cette portion étant dans la continuité du reste de la « Haute-Grande-Rue », un changement de nom est appliqué en 1903 ; l'ancienne partie nord-est de la « Haute-Grande-Rue » est devenue la rue Saint-Pierre actuelle, tandis que l'ancienne « rue Saint-Pierre » est intégrée à la « Haute-Grande-Rue ».
Depuis 2012, la partie située à l'ouest de la rue de Strasbourg est devenue une voie piétonne qui, dans son ensemble, est restée très commerçante.

## Bâtiments remarquables et lieux de mémoire
- Au no 15 : une maison à colombages, cependant non classée aux Monuments historiques.